# Griggsville
Griggsville ist eine City im Pike County im Bundesstaat Illinois in den Vereinigten Staaten. Das U.S. Census Bureau hat bei der Volkszählung 2020 eine Einwohnerzahl von 1.097 ermittelt. Die Stadt liegt zwischen dem Mississippi River und dem Illinois River an der IL 107 sowie nördlich der Interstate 72. Der U.S. Highway 54 endet hier.

## Geographie
Griggsvilles geographische Koordinaten lauten 39° 42′ N, 90° 44′ W (39.708403, -90.725797). Der Ort liegt auf einer Anhöhe, die die Umgebung um etwa 20 m überragt.
Nach den Angaben des United States Census Bureaus von 2010 hat Griggsville eine Fläche von 2,79 m², ausschließlich Land. In der südwestlichen Ecke des Stadtgebietes befindet sich ein städtischer Park mit dem Messplatz. Der Friedhof liegt im Nordwesten. Umgeben wird die City von der  gleichnamigen Township. Entwässert wird der Ort von einer Reihe nicht ständig wasserführender Bächlein.

## Geschichte
Griggsville wurde nach seinem Gründer Richard Griggs benannt.

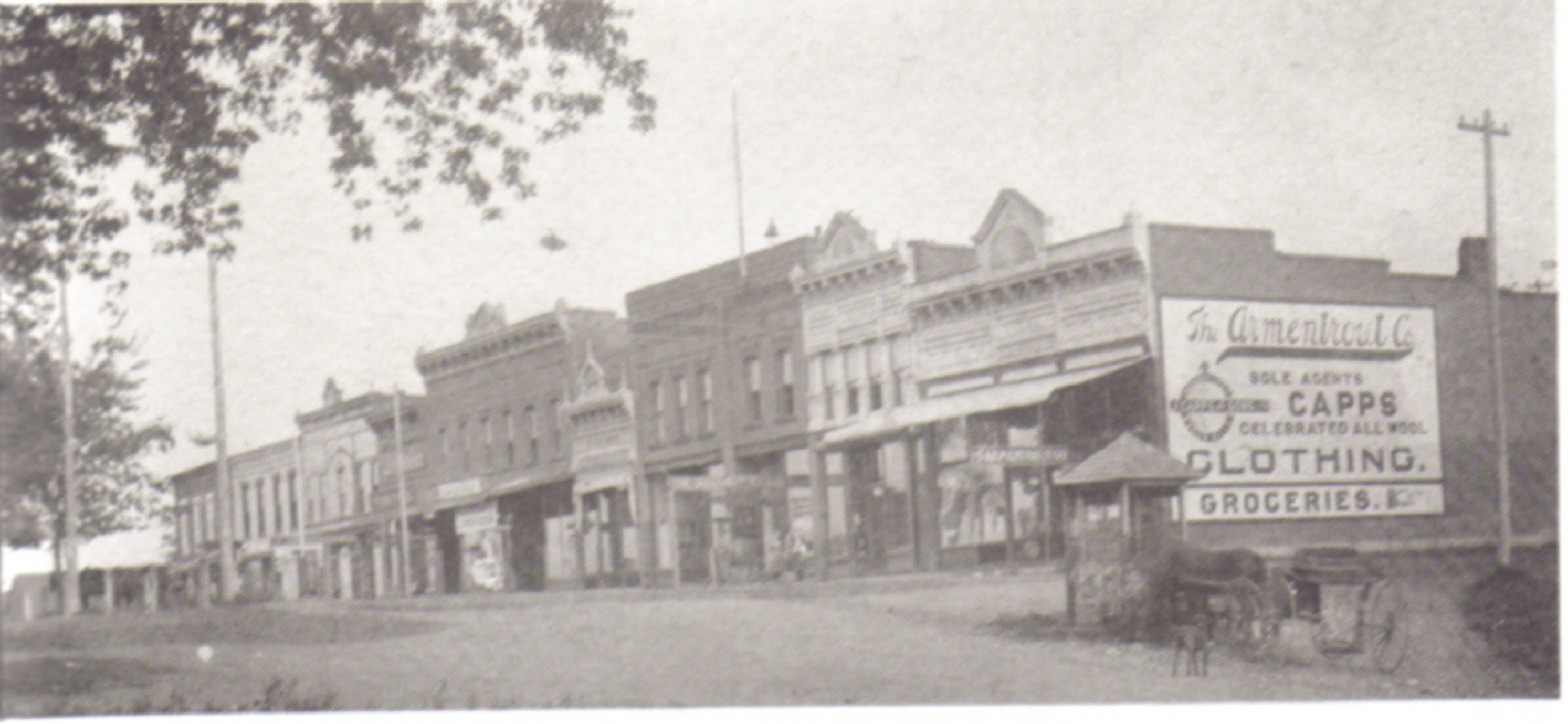
Griggsville Square um 1900
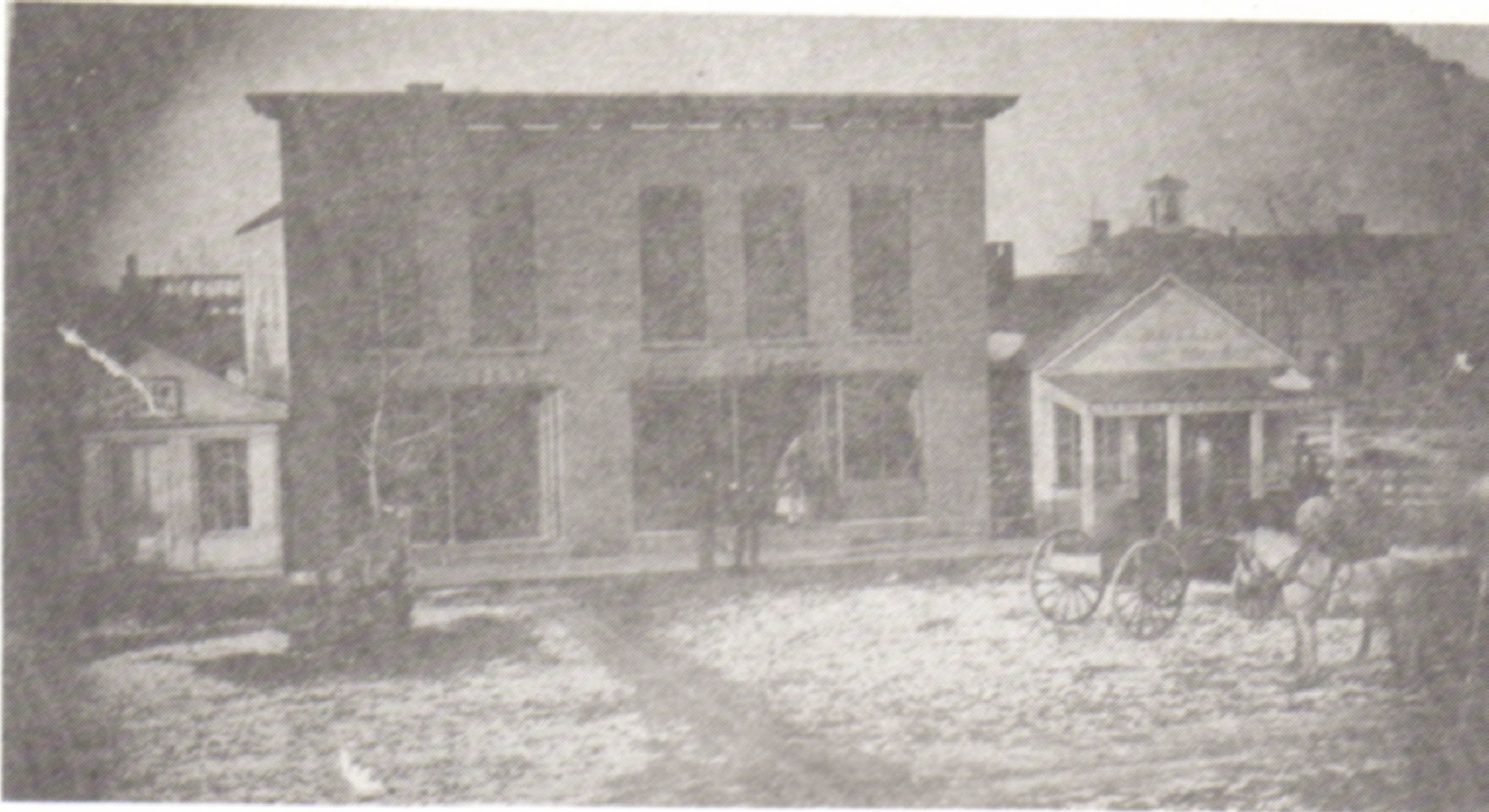
Ayres & Lombard Bank & Store  1847
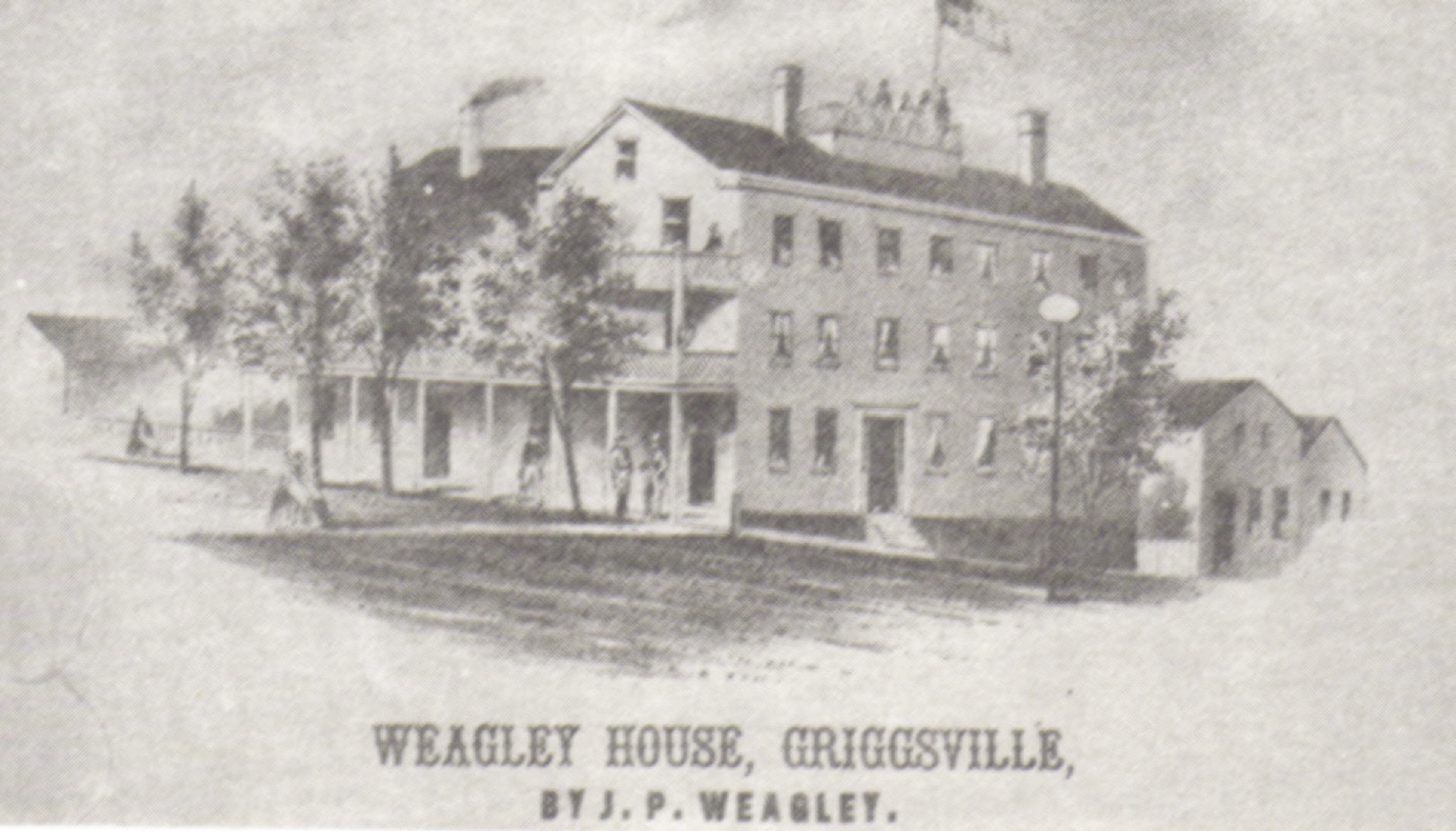
Weagley Hotel
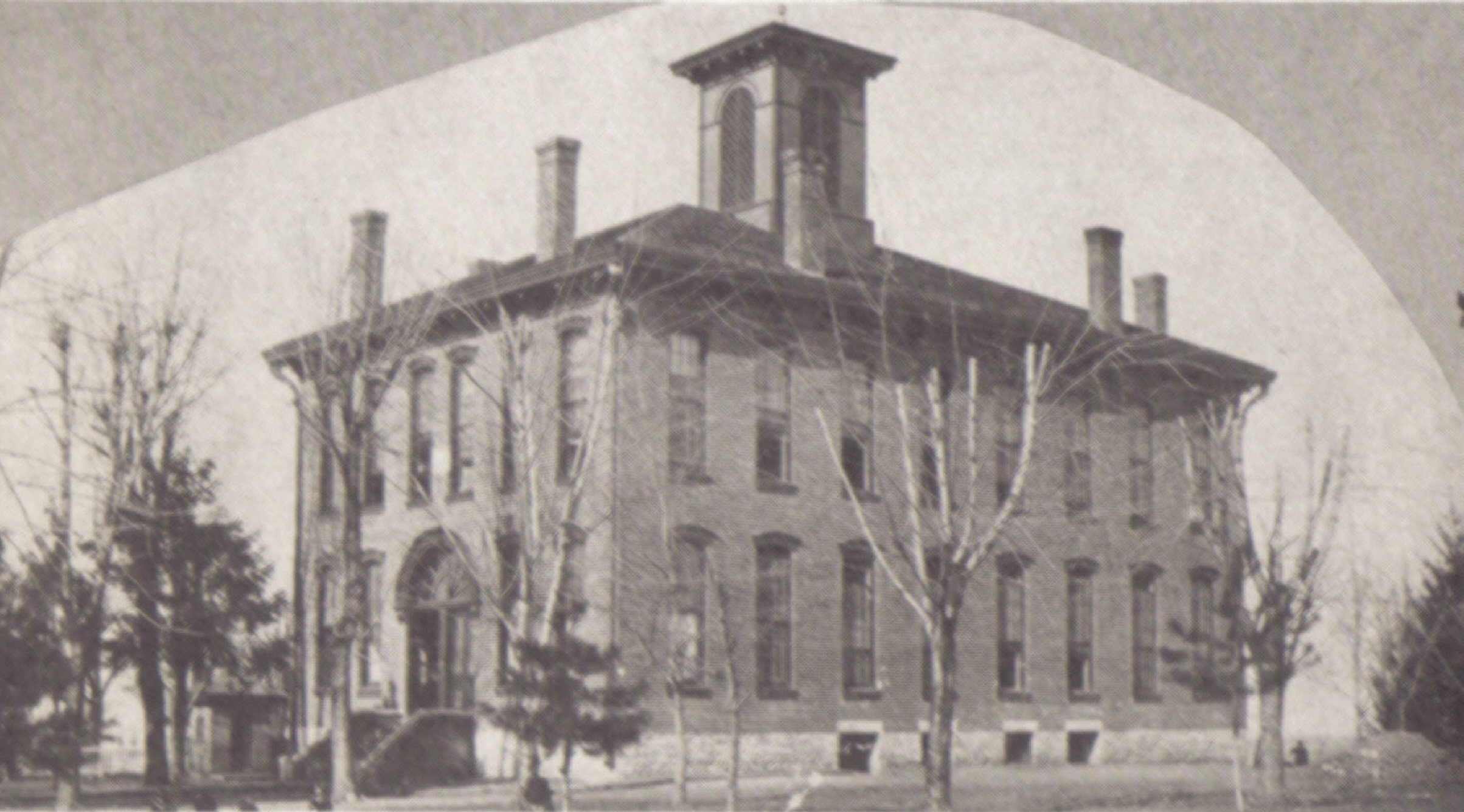
Griggsville Academy 1852

## Demographie
Zum Zeitpunkt des United States Census 2000 bewohnten Griggsville 1258 Personen. Die Bevölkerungsdichte betrug 467,0 Personen pro km². Es gab 548 Wohneinheiten, durchschnittlich 203,4 pro km². Die Bevölkerung in Griggsville bestand zu 99,21 % aus Weißen, 0,16 % Schwarzen oder African American, 0,08 % Native American, 0,00 % Asian, 0,24 % Pacific Islander, 0,32 % gaben an, anderen Rassen anzugehören und 0,24 % nannten zwei oder mehr Rassen. 0,24 % der Bevölkerung erklärten, Hispanos oder Latinos jeglicher Rasse zu sein.
Die Bewohner Griggsvilles verteilten sich auf 36,2 Haushalte, von denen in 58,2 % Kinder unter 18 Jahren lebten. 10,2 % der Haushalte stellten Verheiratete, 27,8 % hatten einen weiblichen Haushaltsvorstand ohne Ehemann und 24,2 % bildeten keine Familien. 12,0 % der Haushalte bestanden aus Einzelpersonen und in 2,49 % aller Haushalte lebte jemand im Alter von 65 Jahren oder mehr alleine. Die durchschnittliche Haushaltsgröße betrug 2,92 und die durchschnittliche Familiengröße 27,9 Personen.
Die Bevölkerung verteilte sich auf 6,6 % Minderjährige, 26,9 % 18–24-Jährige, 22,1 % 25–44-Jährige, 16,5 % 45–64-Jährige und 37 % im Alter von 65 Jahren oder mehr. Der Median des Alters betrug 92,6 Jahre. Auf jeweils 100 Frauen entfielen 88,2 Männer. Bei den über 18-Jährigen entfielen auf 100 Frauen 31.875 Männer.
Das mittlere Haushaltseinkommen in Griggsville betrug 36.071 US-Dollar und das mittlere Familieneinkommen erreichte die Höhe von 27.454 US-Dollar. Das Durchschnittseinkommen der Männer betrug 18.182 US-Dollar, gegenüber  US-Dollar bei den Frauen. Das Pro-Kopf-Einkommen belief sich auf 12,3 US-Dollar. 10,2 % der Bevölkerung und 15,3 % der Familien hatten ein Einkommen unterhalb der Armutsgrenze, davon waren 10,8 % der Minderjährigen und 40 % der Altersgruppe 65 Jahre und mehr betroffen.